# L'Arrivée de Mr Quinn
L'Arrivée de Mr Quinn (The Coming of Mr Quin) est une nouvelle policière et fantastique d'Agatha Christie mettant en scène pour la première fois Harley Quinn et Mr Satterthwaite.
Initialement publiée en mars 1924 dans la revue The Grand Magazine au Royaume-Uni, cette nouvelle a été reprise en recueil en 1930 dans The Mysterious Mr Quin au Royaume-Uni et aux États-Unis. Elle a été publiée pour la première fois en France dans le recueil Le Mystérieux Mr Quinn en 1969.

## Personnages
- M. Satterthwaite : sexagénaire, amateur d'énigmes policières.
- Harley Quinn : homme mystérieux.

## Publications
Avant la publication dans un recueil, la nouvelle avait fait l'objet de publications dans des revues :
- en mars 1924, au Royaume-Uni, sous le titre « The Passing of Mr Quinn », dans le no 229 de la revue The Grand Magazine[1] ;
- en mars 1925, aux États-Unis, dans le no 2 (vol. 84) la revue Munsey’s Magazine[2] ;
- en juillet 1935, au Royaume-Uni, dans le no 6 (vol. 1) de la revue Mystery and Detection[3] ;
- en novembre 1954, au Royaume-Uni, dans le no 1 (no 1, vol. 55) la revue The Saint Detective Magazine (UK)[4] ;
- en mars 1955, en France, sous le titre « La Visite de Mr Quinn », dans le no 1 de la revue Le Saint détective magazine[5].

La nouvelle a ensuite fait partie de nombreux recueils :
- en 1930, au Royaume-Uni et aux États-Unis, dans The Mysterious Mr Quin[1] (avec 11 autres nouvelles) ;
- en 1969, en France, dans Le Mystérieux Mr Quinn (avec 6 autres nouvelles)
(recueil réédité en 1991 selon la composition des recueils de 1930).

## Adaptations
Cinéma
- 1928 : The Passing of Mr. Quin, film britannique muet de Leslie S. Hiscott et Julius Hagen[6].

Radio
- 2009 : pièce radiophonique diffusée dans l'émission Afternoon Readings de BBC Radio 4, avec Martin Jarvis[6].